# Amalocalyx
Amalocalyx, biljni rod iz porodice zimzelenovki smješten u podtribus Ichnocarpinae, dio tribusa Apocyneae. Jedina vrsta je lijana A. microlobus iz južne Kine i Indokine, koja se javlja na visinama od od 800–1000 metara (2.600–3.300 stopa)
Rod je opisan 1898.
Kineski joj je naziv 毛车藤 mao che teng.

## Sinonimi
- Amalocalyx burmanicus Chatterjee
- Amalocalyx yunnanensis Tsiang